# Jacques Fleurentin
 (juillet 2023).
Jacques Fleurentin, né en 1950, est un pharmacien et ethnopharmacologue français du XXIe siècle,.

## Enseignements, formations et conférences grand public dispensées

### Enseignement en France
- Enseignant à l'Université de Metz : biologie, botanique, pharmacologie, ethnopharmacologie
- Responsable de la formation annuelle en ethnopharmacologie appliquée : de la plante au médicament, organisée par la SFE, 40 H d'enseignement à Metz depuis 1997
- Enseignements dans les DU de phytothérapie et aromathérapie aux Universités de Lorraine (Metz et Nancy), Marseille, Besançon, Lyon, Paris…

### Enseignements à l'étranger
- Madagascar, Canada, Mexique, Équateur, Géorgie, Maroc

### Formations
- Au cours de voyages touristiques :
Mongolie, Chili, Iran, Jordanie et Formation DPC (Développement Formation Continue pour les pharmaciens en voyage touristique), 2016 (addictologie en Namibie), 2017 (Stress et insomnie au Cambodge)
- Formation continue pour les professionnels de la Santé (pharmacien, médecins, vétérinaires, infirmiers, naturopathes) :
Phytothérapie, aromathérapie, pathologies hivernales, stress et insomnie, inflammation et douleurs articulaires, affections digestives, hépatoprotecteurs et "détox", rein et plantes diurétiques, insuffisance veineuse et circulation sanguine, affections cutanées et beauté, plantes hormonales, ménopause et affections bénignes de la prostate, huiles essentielles et pathologies infectieuses, approche botanique et classification
- Sortie botanique médicale sur le terrain : Europe, Afrique, Asie, Amérique…
- Conférences grand public 
  - Savoirs thérapeutiques traditionnels : guérisseurs et chamanes, plantes magiques et hallucinogènes, protection de la biodiversité et des forêts tropicales
  - Médecine africaine, médecine arabo-persane, médecine chinoise
  - Stress et insomnie, douleur et inflammation, pathologies hivernales, traitements "détox" et plantes du foie, plantes médicinales : du terrain au laboratoire, plantes magiques, plantes toxiques et thérapeutiques, les nouvelles plantes exotiques qui soignent (chinoises, africaines, outremer…)
  - Préservation de la biodiversité : les outils

## Séjours à l'étranger: médecines traditionnelles et plantes médicinales
- Moyen-Orient, Asie centrale : Turquie, Afghanistan, Yémen, Syrie, Jordanie, Iran
- Afrique : Maroc, Algérie, Égypte, Tunisie, Niger, Madagascar, Sénégal, Tanzanie, Burkina Faso, Namibie, Afrique du Sud
- Asie : Inde, Népal, Pakistan, Chine, Mongolie, Ladakh, Zanzibar, Birmanie, Cambodge, Laos
- Amériques : République dominicaine, Cuba, Mexique, Équateur, Pérou, Colombie, Chili, Canada, États-Unis
- Europe : Grèce, Allemagne, Canaries, Géorgie, Monténégro, Italie, Roumanie
- Dom-Tom : Martinique, Polynésie Française, Nouvelle-Calédonie, Guyane, La Réunion

## Publications

### Livres
- 2019 - Plantes des dieux, des démons, des hommes, 208 p., Éditions Ouest-France
- 2018 - avec Bernard Weniger, Un tour du monde des plantes qui soignent, Afrique, Amériques, Chine, Outremer, Europe, 240 p., Éditions Ouest-France
- 2018 - avec E. Birlouez et coll., La fabuleuse odyssée des épices, 96 p., Éditions Ouest-France
- 2016 - Du bon usage des huiles essentielles, 206 p., Éditions Ouest-France, Rééditions 2018, 2019
- 2016 - Plantes des dieux, plantes de démons, Illustrations Patrice Vermeil, Éditions Pharmaciens bibliophiles
- 2013 - Du bon usage des plantes qui soignent, 378 p., Éditions Ouest-France, Réédition 2016
- 2011 - Des plantes toxiques qui soignent, 192 p., Éditions Ouest-France
- 2011 - avec Bernard Weniger et Geneviève Bourdy, Traditions thérapeutiques et médecine de demain, les enjeux de l'ethnopharmaologie, 128 p., Éditions Ouest-France
- 2008 - Plantes médicinales, traditions et thérapeutique, 192 p., Éditions Ouest-France
- 2007 - Les plantes qui nous soignent, traditions et thérapeutique, 192 p., Éditions Ouest-France
- 2004 - Guérisseurs et plantes médicinales du Yémen, au pays de l'encens, de l'aloès et du café, 203 p., Éditions Karthala, Paris

### Publications scientifiques: thèses et ouvrages collectifs
- 2016 - Fleurentin J., Jean-Marie Pelt, inducteur de conscience et humaniste infatigable, Académie Nationale de Metz, 30, 301-315
- 2006 - Fleurentin J. et Nicolas J.P., La médecine tibétaine. Sources, concepts et pratique actuelle, Metz, IEE-SFE, 84 p.
- 2005 - Fleurentin J. et Pelt J.-M., Chamanisme et thérapeutique. Mythe ou réalité, Metz, IEE-SFE, 80 p.
- 2002 - Fleurentin J. et coll., Des sources du savoir aux médicaments du futur, Paris-Metz, IRD-SFE, 468 p.
- 1997 - Bellakhdar J., Fleurentin J. et coll., La pharmacopée arabo-islamique, hier et aujourd'hui, Metz-Rabat, SFE, Metz, 360 p.
- 1996 - Schröder  E., Fleurentin J. et coll., Médicaments et aliments : l'approche ethnopharmacologique, Paris-Metz, SFE, Editions ORSTOM, 440 p.
- 1995 - Cornillot P., Fleurentin J. (co-auteurs) et Lataque Y, Conseillers de la rédaction, Guide pratique des remèdes naturels, Sélection du Reader Digest, 335 P.
- 1991 - Fleurentin J. et coll., Ethnopharmacologie, sources, méthodes, objectifs, Paris-Metz, SFE, Éditions ORSTOM, 493 p.

### Éditeur de la revueEthnopharmacologia
- Jacques Fleurentin et Bernard Weniger, depuis 1987 (63 numéros).

### Activités et communications scientifiques
- Auteur ou co-auteur de 31 publications scientifiques internationales et de 51 publications scientifiques nationales sur les propriétés pharmacologiques des extraits de plantes
- Auteur de 57 communications scientifiques (conférencier invité)
- Directeur de recherche de 21 DEA et thèses d'exercice (expérimentales) dirigées
- Direction et rédaction de 33 rapports de contrats de recherche avec l'industrie pharmaceutique
- Conférences grand public
Une quinzaine de conférences par an : phytothérapie, aromathérapie, médecine traditionnelle, biodiversité, ethnopharmacologie...
- Interviews et articles : dans 
  - l'Express
  - Le Monde
  - le Nouvel Observateur
  - Santé Magazine
  - Nexus
  - Le Point
  - Afrique magazine
  - Sciences & Avenir
- Radio :
  - France Inter
  - France Culture
  - France bleue
- Reportages télévision :
  - Ushuaia TV[3],  France 3
  - Allo docteur, France 5
  - De vous à moi, Via Mirabelle TV

## Organisation de congrès
La Société Française d'Ethnopharmacologie (SFE) a organisé le 1er Colloque Européen d'Ethnopharmacologie à Metz en 1990 Ethnopharmacologie : sources, méthodes, objectifs et le 4e Congrès International d'Ethnopharmacologie Des sources du savoir traditionnel aux médicaments du futur, en 2000 à Metz. 
La SFE a organisé des colloques sur le chamanisme (2004), la médecine tibétaine (2006), les plantes chez la femme ménopausée (2007), l'herboristerie (2012), l'aromathérapie (2013), la médecine chinoise (2014), médecines et pratiques thérapeutiques de l'Inde (2015), Guérisseurs, envouteurs et exorcistes : reflets contemporains (2016), Guérisseurs d'aujourd'hui en Europe occidentale (2017), Sacré végétal (2018), Gérer l'intime autrement (2019).

## Formation universitaire
- Diplôme de Pharmacien, C.E.S. d'Immunologie générale, C.E.S. de Pharmacodynamie et essais biologiques des médicaments, Faculté de Pharmacie de Nancy.
- Diplôme de Pollution, DEA d'Écotoxicologie et Chimie de l'Environnement, UER d' Écologie, Université de Metz.
- Doctorat d'État ès-Sciences pharmaceutiques (Mention Très Honorable avec félicitations du jury) : Répertoire des pharmacopées traditionnelles du Yémen et étude pharmacologique de deux espèces  à propriétés hépatorénales, Crepis rueppellii et Anisotes trisulcus, Directeur de thèse : Professeur Jean-Marie Pelt
- Élève et collaborateur du professeur Jean-Marie Pelt.

## Distinctions honorifiques
- 2012 - Chevalier de l'ordre national du Burkina Faso, Ouagadougou
- 2008 - Grand Prix de l'Académie des Sciences de Lorraine pour l'ouvrage Les plantes qui nous soignent
- 2006 - Prix de la vulgarisation scientifique, Festival Sciences Frontières, Cavaillon
- 1985 - Prix de Thèse, Faculté des Sciences pharmaceutiques, Université de Nancy
- 1984 - Prix de Sciences de l'Académie Nationale de Metz, Médaille d'argent

## Activités professionnelles
- Depuis 2017 : Membre de l'Académie Nationale de Metz
- Depuis 1986 : Président de la Société Française d'Ethnopharmacologie à Metz
- 2010-2015 : Expert à l'ANSM puis à l'Agence Nationale de Sécurité des Médicaments (Autorisation de Mise sur le Marché de médicaments à base de plantes)
- 2000-2007 : Expert à l'Agence Française de Sécurité Sanitaire des Produits de Santé (ANSM), groupe Plantes chinoises
- 1989-2017 : Pharmacien d'officine, Woippy
- 1995-2001 : Professeur associé, Université de Metz
- 1982-1993 : Direction de la recherche du laboratoire de pharmacologie du Professeur Jean-Marie Pelt
- 1978-1989 : Maître de Conférences en biologie végétale et pharmacologie, Université de Metz
- 1976-1978 : Pharmacien, Biologiste, Chef de laboratoire, Mission médicale française, Hôpital républicain de Taez, République Arabe du Yémen

## Publications
- Jacques Fleurentin, Répertoire des pharmacopées traditionnelles du Yémen et étude pharmacologique de deux espèces à propriétés hépatorénales : Crepis rueppellii et Anisotes trisulcus, S.l., s.n., 1984

- Fleurentin European Symposium on Ethnopharmacology, Société française d'ethnopharmacologie, O.R.S.T.O.M. (Agency : France), Ethnopharmacologie : sources, méthodes, objectifs ; actes du 1er Colloque européen d'ethnopharmacologie, Metz, Centre International des Congrès, 23-25 mars 1990 [Ethnopharmacology : sources, methods, objectives : proceedings of the 1st European Symposium on Ethnopharmacology], La Société, Éditions de l'ORSTOM, Institut française de recherche scientifique pour le développement en coopération, 1991 (ISBN 2709910381 et 9782709910385, lire en ligne)
- Jacques Fleurentin, Guérisseurs et plantes médicinales du Yémen : au pays de l'encens, de l'aloès et du café, Paris, Karthala, 2004, 203 p. (ISBN 2-84586-571-6 et 9782845865716, présentation en ligne)

- Jacques Fleurentin (préf. Jean-Marie Pelt, photogr. Jean-Claude Hayon), Les Plantes qui nous soignent, Ouest France, 2007 (ISBN 978-2-7373-4359-9)
- Jacques Fleurentin (préf. Jean-Marie Pelt, photogr. Jean-Claude Hayon). Plantes médicinales, Traditions et thérapeutique, Ouest France, 2008  (ISBN 978-2-7373-4631-6)
- Jacques Fleurentin, Bernard Weniger, Geneviève Bourdy, (Préf. Jean-Marie Pelt, Photogr. Jacques Fleurentin et Céline Valadeau), Traditions thérapeutiques et médecine de demain, les enjeux de l'ethnopharmacologie, Ouest France, 2011 (ISBN 978-2-7373-5254-6)
- Jacques Fleurentin (Préf. Jean-Marie Pelt, photogr.Jean-Claude Hayon). Du bon usage des plantes qui soignent, Ouest France, 2013  (ISBN 978-2-7373-6139-5)
- Jacques Fleurentin (préf. Jean-Marie Pelt, photogr. Jean-Claude Hayon), Des plantes toxiques qui soignent, Rennes, Ouest France, 2011, 189 p. (ISBN 978-2-7373-5491-5, OCLC 793486964)